# Lijst van oorlogsmonumenten in Overijssel

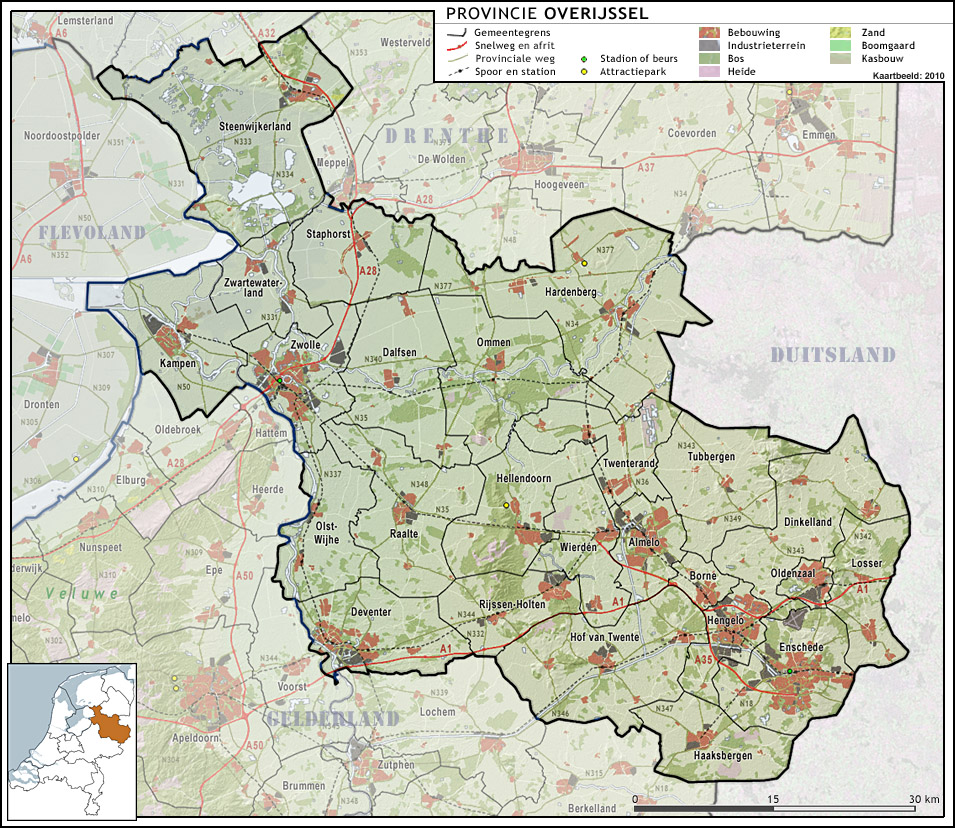
Overijssel

In de volgende gemeenten in Overijssel bevinden zich oorlogsmonumenten:
- Almelo
- Borne
- Dalfsen
- Deventer
- Dinkelland
- Enschede
- Haaksbergen
- Hardenberg
- Hellendoorn
- Hengelo
- Hof van Twente
- Kampen
- Losser
- Oldenzaal
- Olst-Wijhe
- Ommen
- Raalte
- Rijssen-Holten
- Staphorst
- Steenwijkerland
- Tubbergen
- Twenterand
- Wierden
- Zwartewaterland
- Zwolle